# Graie
Graiele sau Graeaele sunt trei „femei bătrâne” din mitologia greacă.

## Mitologie
Sunt fiicele lui Phorcys și Ceto, surorile și, totodată, gardienii Gorgonelor. Aveau părul grizonat din naștere și au doar un ochi și un dinte pe care le împart între ele. Numele lor sunt Enyo ("oroare"), Deino ("grijă") și Pemphredo ("alarmă").